# Alois Hugo Nellmapius
Alois Hugo Nellmapius (* 5. Mai 1847 in Pest; † 27. Juli 1893) war ein südafrikanischer Geschäftsmann und Industrieller.
Er wuchs in Wien auf, lernte in den Niederlanden und kam 1873 an Bord der Nathan in Südafrika an. 
Er war erfolgreich bei der Goldsuche in Pilgrim’s Rest in Mpumalanga und erhielt 1875 die erste Transport-Konzession zur Maputo-Bucht. Für den Bau der Nellmapius Road wurde er mit vier Farmen entlohnt, wo 1891 Arnold Theiler für ihn arbeitete.